# Félicien Menu de Ménil
Félicien Menu de Ménil (Boulogne-sur-Mer, 16 de juliol del 1860 - Neuilly-sur-Seine, 28 de març del 1930) va ser un baró, cònsol i músic francès. Va aprendre esperanto el 1901, va escriure molts articles en pràcticament totes les revistes esperantistes de l'època, i també texts propagandístics de l'esperanto en francès.
Entre les seves activitats relacionades amb l'esperanto, també fou el director de Franca Esperantisto (Esperantista francès) i redactor cap de La Revuo (La revista).
Des del 1919 fou membre del Lingva Komitato (el comitè de la llengua). Tanmateix, és principalment conegut en els cercles esperantistes com "el músic de l'esperanto", car va compondre-ne moltes melodies i cançons en aquesta llengua. La més coneguda és La Espero, poema de Zamenhof al que va afegir-hi música i que s'ha convertit en l'himne de l'esperanto.